# Sofia af Minsk
Sofia af Minsk eller dronning Sophie af Danmark eller Sofie af Novgorod, også kaldet  Sofija Vladimirovna eller Sofia Volodarsdatter (født cirka 1140, død 5. maj 1198), var en dansk kongelig, der gennem sit ægteskab med Valdemar den Store var dronning af Danmark. De blev gift i 1157, men var allerede blevet trolovet 1154.
Sofia var datter af den polske Rikissa (dronning af Sverige og tidligere kortvarigt dronning af Danmark) og en russisk fyrste; formodentlig Volodar af Minsk, men måske i stedet Vladimir af Halicz. Hun var halvsøster på sin mors side til Knud 5., der som led i borgerkrigen 1146-1157 havde arrangeret hendes trolovelse. Sofia var efterkommer på fædrene side af Vladimir den Hellige, som hendes mand Valdemar var efterkommer af på mødrene side.
Hun var smuk, men beskrives i folkeviserne som ond og hævngerrig. Blandt andet skal hun have dræbt Valdemars elskerinde Tove ved at lade hende brænde inde i en badstue. Efter Valdemars død i 1182 giftede hun sig i 1186 igen, nu med grev Ludvig af Thüringen, men han sendte hende tilbage til Danmark, hvor hun senere døde. Hun ligger begravet ved siden af sin første ægtefælle i Sankt Bendts Kirke i Ringsted.

## Børn
1. Knud 6., født 1163, Danmarks konge.
2. Valdemar 2. Sejr, født 1170, Danmarks konge.
3. Helen af Danmark, gift 1202 med William af Winchester.
4. Rikissa af Danmark, gift med den svenske konge Erik Knutsson.
5. Sophia af Danmark, gift med Sigfrid 3. af Orlamünde.
6. Margareta, nonne i Roskilde.
7. Marie, nonne i Roskilde.
8. Ingeborg af Danmark, fransk dronning, født ca 1175. Gift 1193 med Filip 2. August af Frankrig.

## Galleri
- Anatomisk Profilrekonstruktion af Dronning Sophie af Fr. C. C. Hansen, faciebat. (1914)
- Gibsafstøbning af Dronning Sofies kranium
- Ligsten for dronning Sophie i Skt. Bendts Kirke i Ringsted
- Én af brakteaterne fra 1157 til minde om brylluppet mellem Valdemar den Store og Sophie af Minsk
- Aftegning af én af brakteaterne fra 1157 til minde om brylluppet mellem Valdemar den Store og Sophie af Minsk

## Eksterne referencer
1. ↑  "Danmarks dronninger" - Politiken, 24. februar 2000 (Sektion 2 (Kultur og debat), side 1)
2. ↑  Sofia af Minsk på gravsted.dk